# Tadeusz Breyer
Tadeusz Breyer (ur. 15 października 1874 w Mielcu, zm. 15 maja 1952 w Warszawie) – polski rzeźbiarz i medalier, projektant monet, wieloletni profesor Akademii Sztuk Pięknych w Warszawie, członek m.in. grupy Rytm.

## Życie i twórczość
Urodził się 15 października 1874 w Mielcu. W latach 1894–1898 studiował w Szkole Sztuk Pięknych w Krakowie u Alfreda Dauna, a następnie w Akademii we Florencji. W 1904 przeniósł się do Warszawy, gdzie od 1910 aż do śmierci (z przerwami w okresach obu wojen światowych) uczył w Szkole Sztuk Pięknych. W czasie jego pracy pedagogicznej stołeczna uczelnia, obok Akademii w Krakowie, pozostawała jednym z dwóch głównych ośrodków kształcenia w zakresie rzeźby w Polsce. Do grona uczniów Breyera zaliczali się m.in.: Marian Wnuk, Stanisław Horno-Popławski, Józef Gosławski, Bazyli Wojtowicz, Bohdan Pniewski, Ludwika Nitschowa, Alfons Karny, Franciszek Strynkiewicz oraz Magdalena Gross. W samym okresie 1923-39 grono studentów pracowni prof. Breyera liczyło łącznie 156 osób, w tym 27% kobiet. Do ważnych wzorców, które wpłynęły na kształcenie w pracowni zalicza się rzeźbę francuską, wzorce antyczne, a także sztukę Starożytnego Egiptu.
Tadeusz Breyer należał m.in. do Stowarzyszenia „Rzeźba”, Spółdzielni ŁAD oraz grupy Rytm (od 1929). Zasiadał także w Radzie Artystycznej Spółdzielni Forma oraz pozostawał członkiem Bloku ZAP.
Twórca uczestniczył w licznych konkursach artystycznych, m.in. na pomnik Józefa Ignacego Kraszewskiego w Warszawie w 1929 oraz na pomnik i dzielnicę Józefa Piłsudskiego w Warszawie w 1936. Zasiadał również w komisjach konkursowych jako juror (np. w konkursie na Pomnik Marszałka Józefa Piłsudskiego i Powstańca Śląskiego w 1936).
W początkowej fazie twórczości Breyera dominowały motywy symboliczne oraz portrety osób współczesnych i postaci historycznych. Zajmował się także medalierstwem (np. Medal Pamiątkowy XV-lecia Odzyskania Morza) i projektowaniem monet. Jego pracownia i większość dorobku rzeźbiarskiego uległy zniszczeniu podczas II wojny światowej. Jednym z jego sukcesów w okresie międzywojennym było zwycięstwo w konkursie na pomnik Józefa Sowińskiego, który odbył się w 1931. W 1938, m.in. za ten właśnie pomnik, otrzymał Nagrodę Plastyczną m.st. Warszawy. Rok wcześniej, na Międzynarodowej Wystawie Sztuki i Techniki w Paryżu, artysta wyróżniony został złotym medalem i Grand Prix za cykl medali pamiątkowych.
Rzeźby Breyera cechowała wierność naturze, silnie podkreślona statyka oraz zwartość formy. Jego dorobek twórczy wystawiano m.in. w Instytucie Propagandy Sztuki oraz w Zachęcie. Jego dzieła (Europa i Ameryka) znalazły się również na statku transoceanicznym MS Piłsudski.
Pochowany na cmentarzu Powązkowskim w Warszawie (kwatera 111-1-4).

## Upamiętnienie
Wizerunek Tadeusza Breyera został utrwalony m.in. w pracach jego dawnych studentów, czego przykładem jest portret wyrzeźbiony w granice przez Alfonsa Karnego. Ponadto w Muzeum ASP w Warszawie zachował się jego autoportret z 1930, maska pośmiertna oraz kilka rysunków z jego portretem, m.in. autorstwa Aleksandra Rafałowskiego.
Jego rola w kształceniu rzeźbiarzy przypominana jest także m.in. przy okazji spacerów i spotkań tematycznych.

## Ordery i odznaczenia
- Krzyż Komandorski Orderu Odrodzenia Polski (pośmiertnie, 22 lipca 1952)[31]
- Krzyż Oficerski Orderu Odrodzenia Polski (10 listopada 1933)[32]

## Galeria

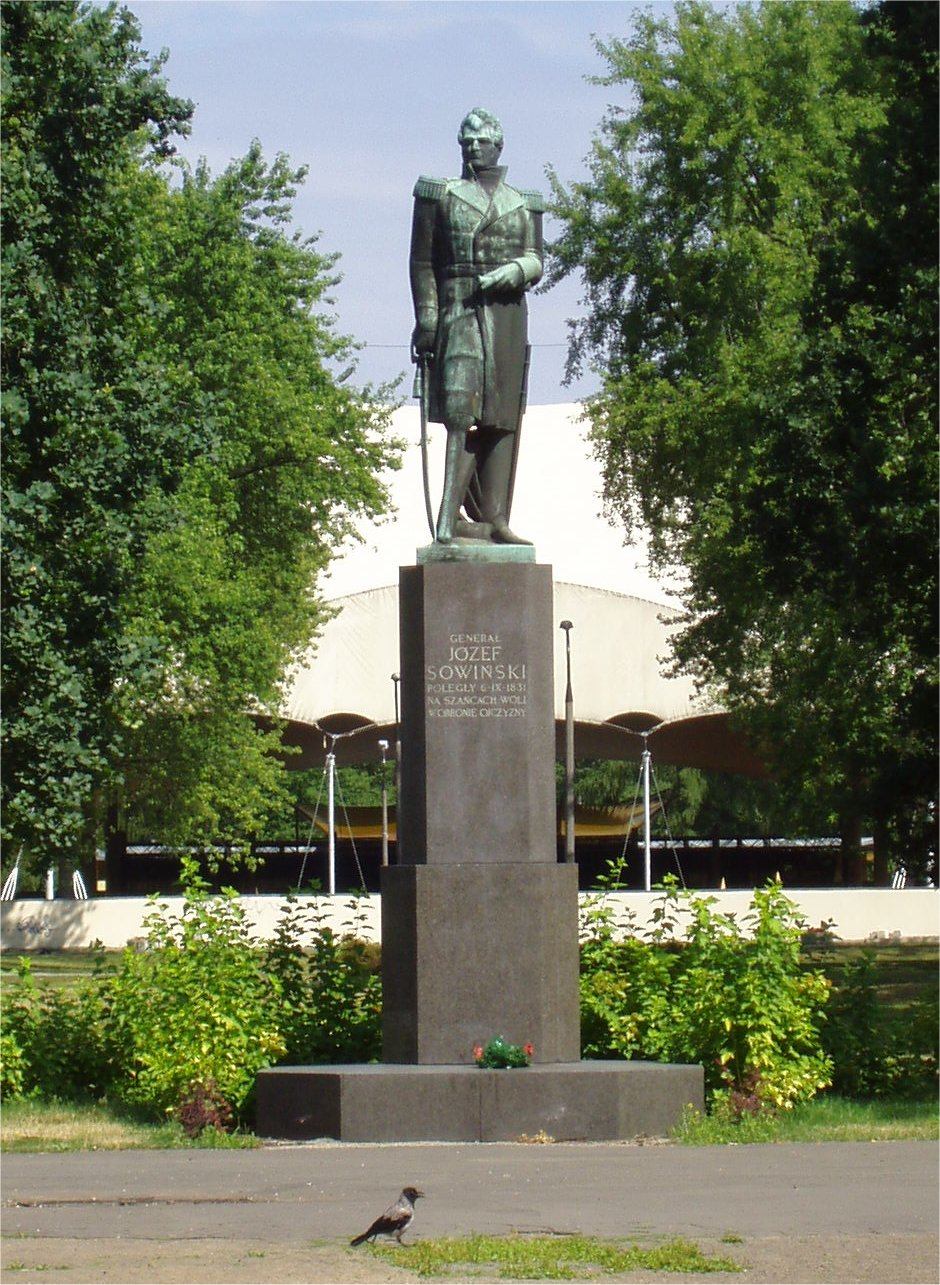
Pomnik gen. Józefa Sowińskiego w parku jego imienia na warszawskiej Woli, autorstwa Tadeusza Breyera
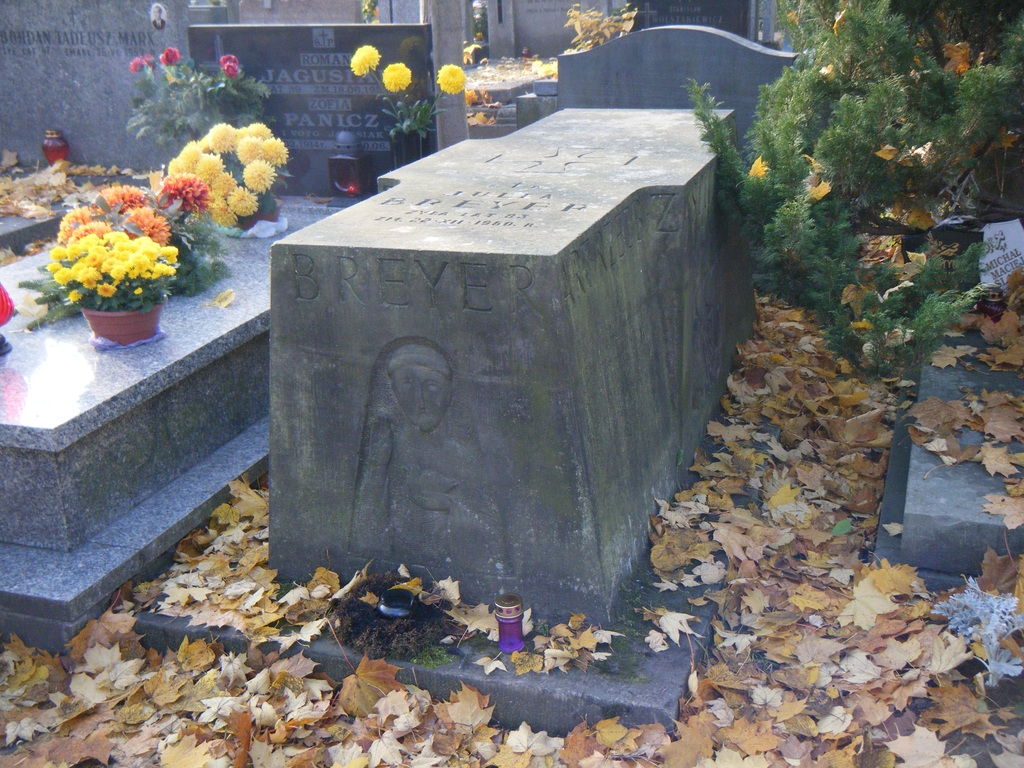
Grób Tadeusza Breyera na cmentarzu Powązkowskim w Warszawie
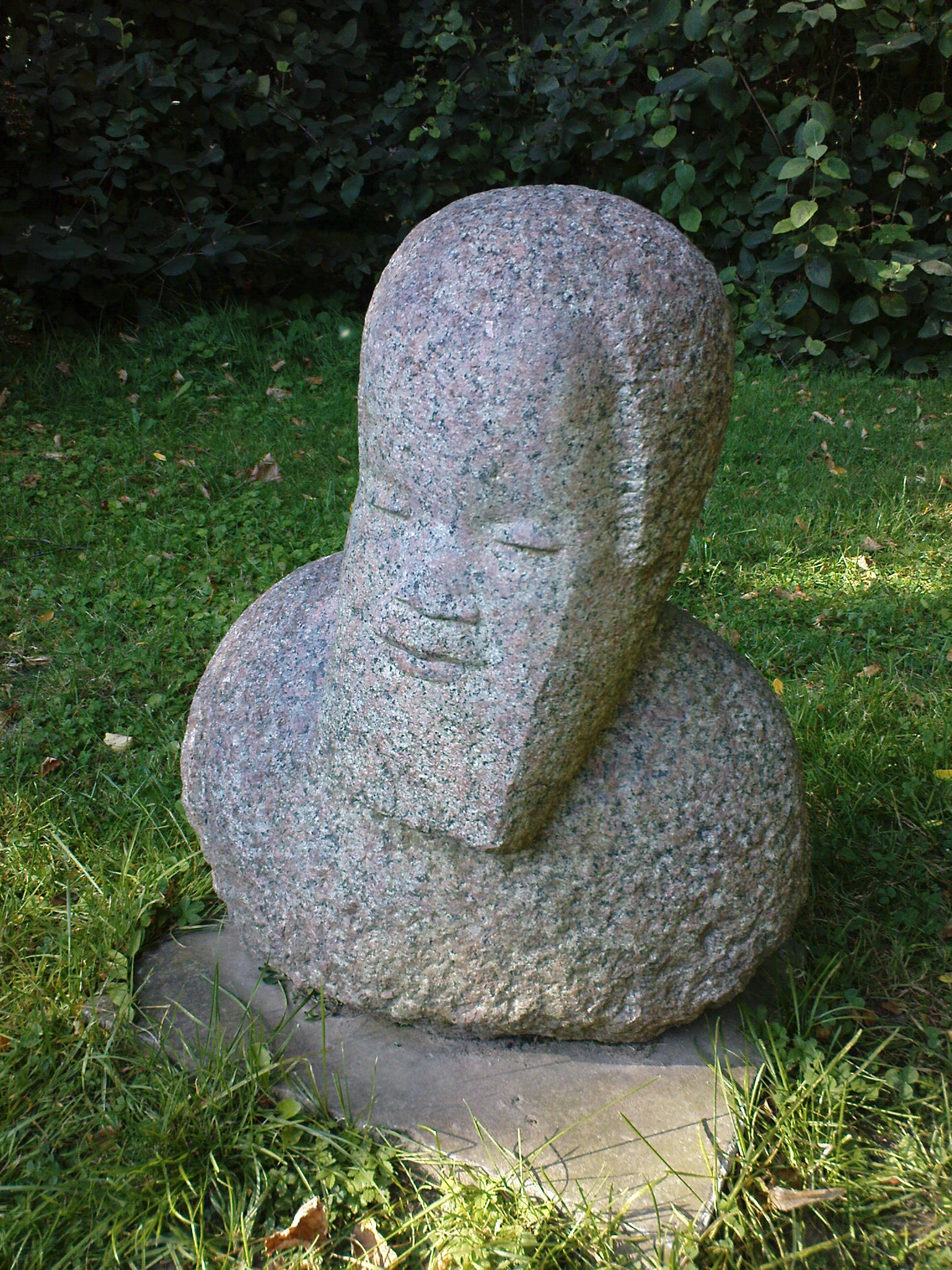
Portret Tadeusza Breyera wykonany przez Stanisława Sikorę